# Полуямська сільська рада
Полуя́мська сільська рада (рос. Полуямский сельский совет) — сільське поселення у складі Михайловського району Алтайського краю Росії.
Адміністративний центр та єдиний населений пункт — село Полуямки.

## Населення
Населення — 795 осіб (2019; 940 в 2010, 1077 у 2002).